# Debbie Rochon
Debbie Rochon (ur. 3 listopada 1968) – kanadyjska aktorka filmowa i performerka sceniczna. Najbardziej znana z występów w niezależnych filmowych horrorach.

## Wybrana filmografia[1]
- Amerykański koszmar (American Nightmare, 2002)
- Killjoy 2: Pozdrowienia z Piekła (Killjoy 2: Deliverance From Evil, 2002)
- Final Examination (2003)
- Varsity Blood (2014)
- Death House (2017)